# راه‌آهن تالین-تاپا
راه‌آهن تالین-تاپا (انگلیسی: Tallinn–Tapa railway) یک راه‌آهن دو خطه برقی از شهر تالین تا تاپا در استونی است.
این خط که در سال ۱۸۷۰ میلادی راه‌اندازی شده دارای ۷۷٫۸ کیلومتر طول و ۱۷ ایستگاه است.

## نگارخانه

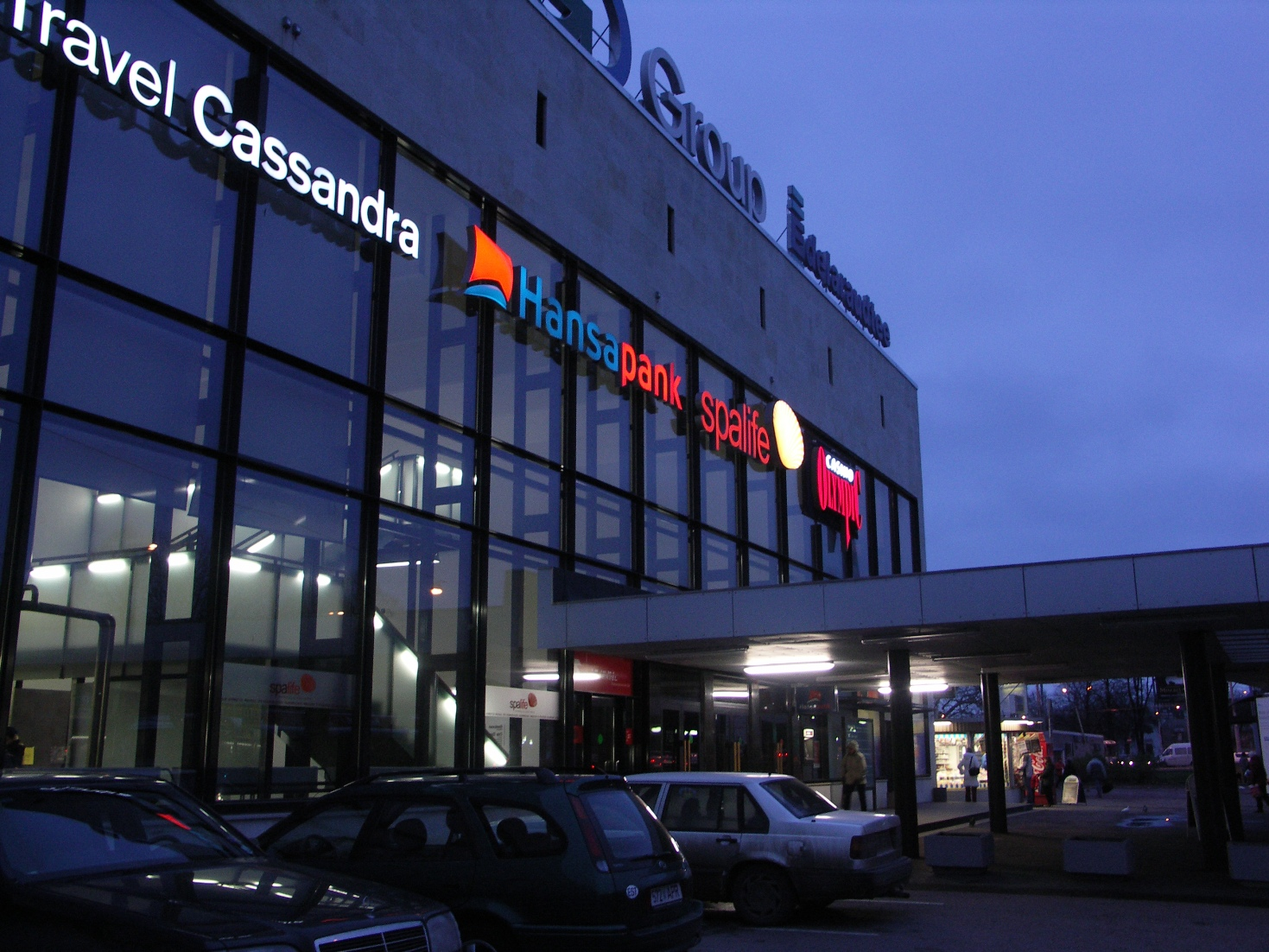
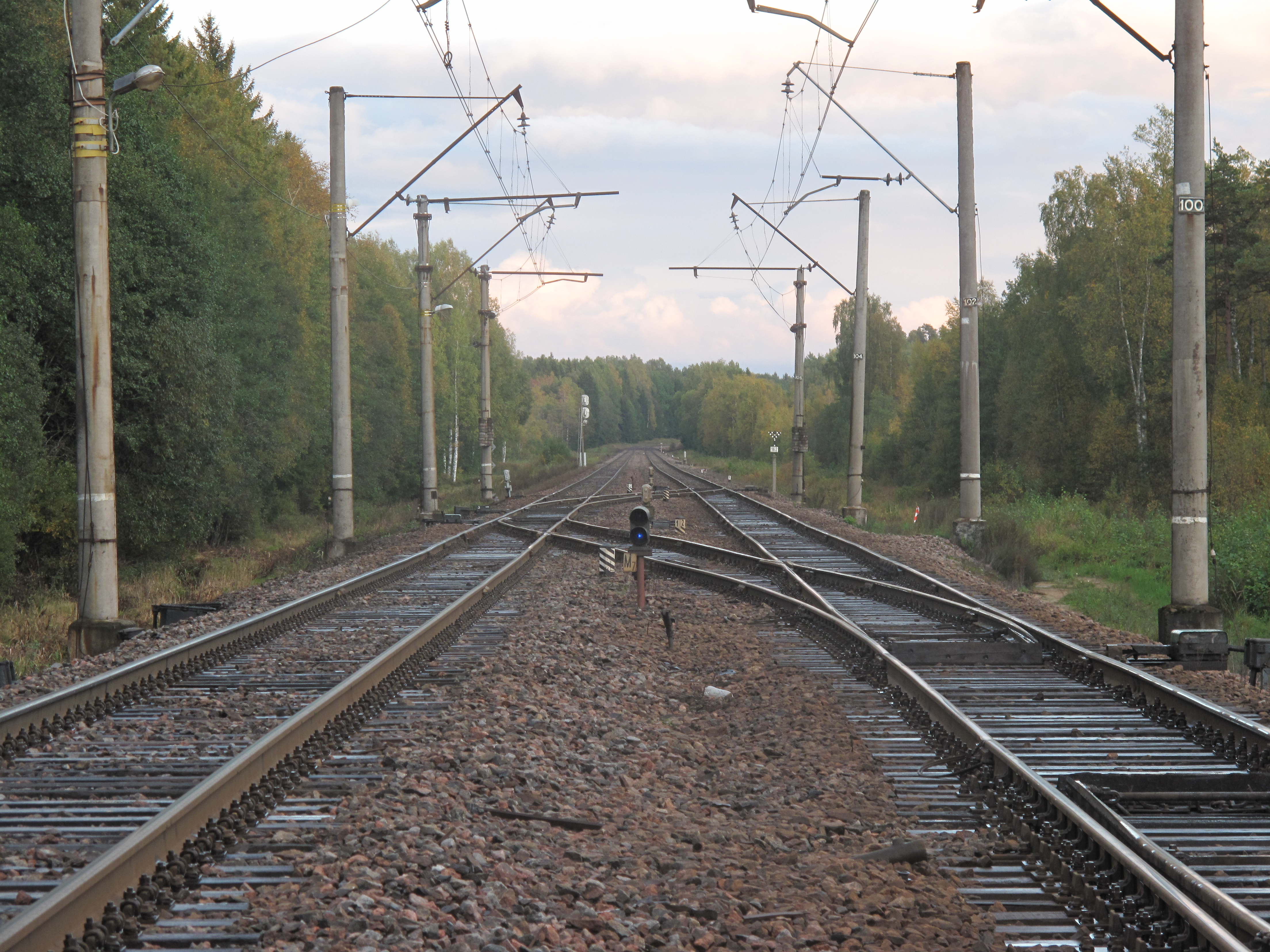
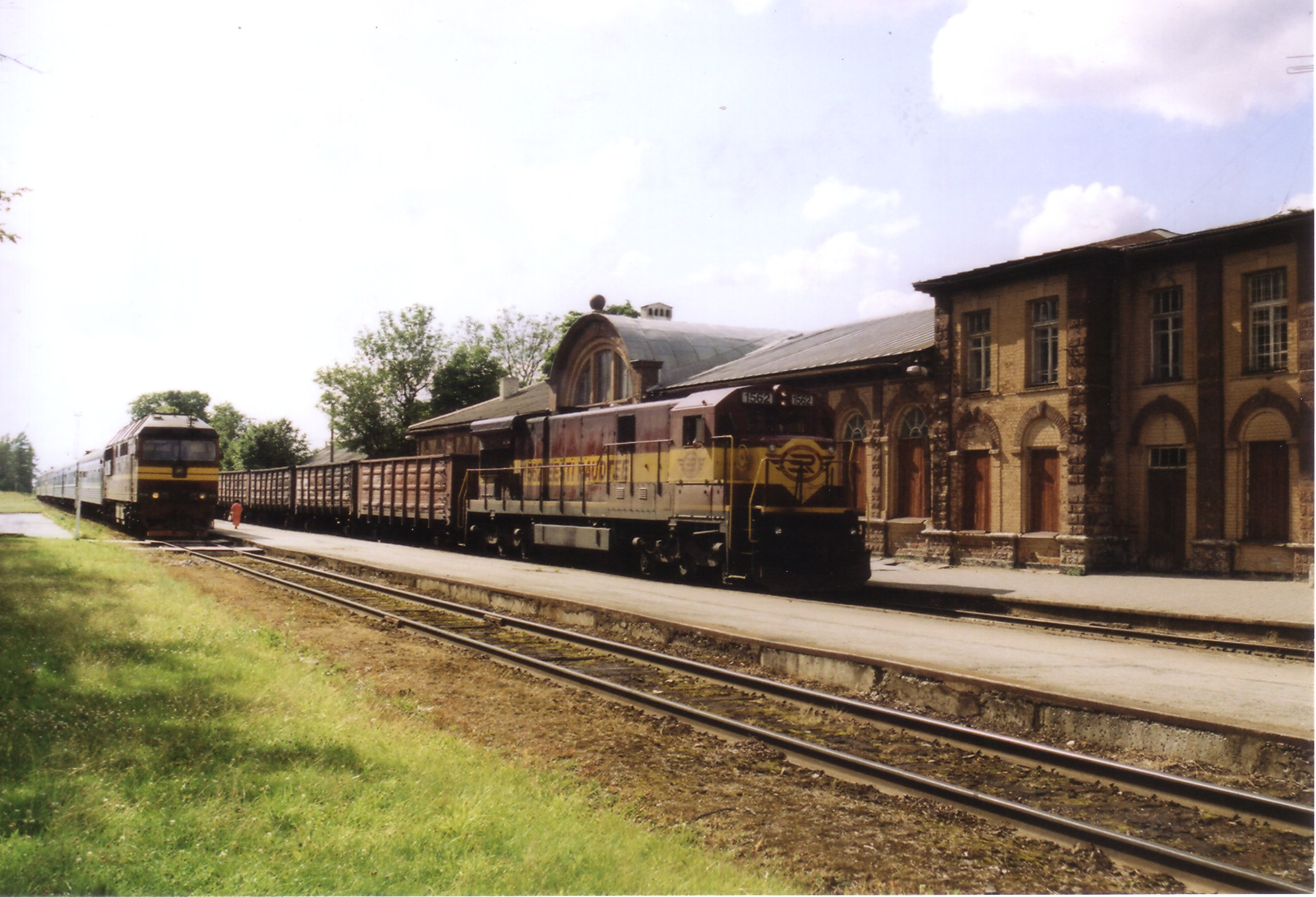